# Aleš Hruška
Aleš Hruška (ur. 23 listopada 1985 w Městcu Králové) – czeski piłkarz występujący na pozycji bramkarza w czeskim klubie Viktoria Pilzno.